# Juan Luis Buñuel
Juan Luis Buñuel Rucar (París, 9 de noviembre de 1934-París, 6 de diciembre de 2017) fue un cineasta francés de origen español. Era hijo del también cineasta aragonés Luis Buñuel.

## Biografía
Iniciado en el cine de la mano de su padre, Luis Buñuel, como ayudante de dirección de algunos de los filmes de este, como La joven (1960) o Viridiana (1961), y de algunos otros de Louis Malle, pronto afrontó la dirección, logrando su primer trabajo importante con el cortometraje Calanda (1966), un impresionante documental sobre la Semana Santa en Calanda, el pueblo natal de su padre, que debe contarse entre lo mejor de su producción.
Los comienzos de los años 1970 suponen su gran momento como director, con la realización de tres largometrajes. Cita con la muerte alegre (1973), el primero de ellos, es el mejor apreciado por crítica y público, consiguiendo en el Festival de Cine de Sitges la medalla de oro al mejor director; pero ni La mujer con botas rojas (1974) ni Leonor (1975), obras desiguales y olvidadas en las que la influencia del padre es notoria, consiguen prolongar su nombradía como director, lo que le llevará a refugiarse a continuación en la televisión, como bien ponen de manifiesto sus trabajos posteriores, circunscritos a este ámbito.

## Principales películas
- Calanda (1966) —cortometraje—
- Cita con la muerte alegre (Au rendez-vous de la mort joyeuse, 1973)
- La mujer con botas rojas (La femme aux bottes rouges, 1974)
- Leonor (Leonor, 1975)
- El jugador de ajedrez (1981)